# Hotel am Meer

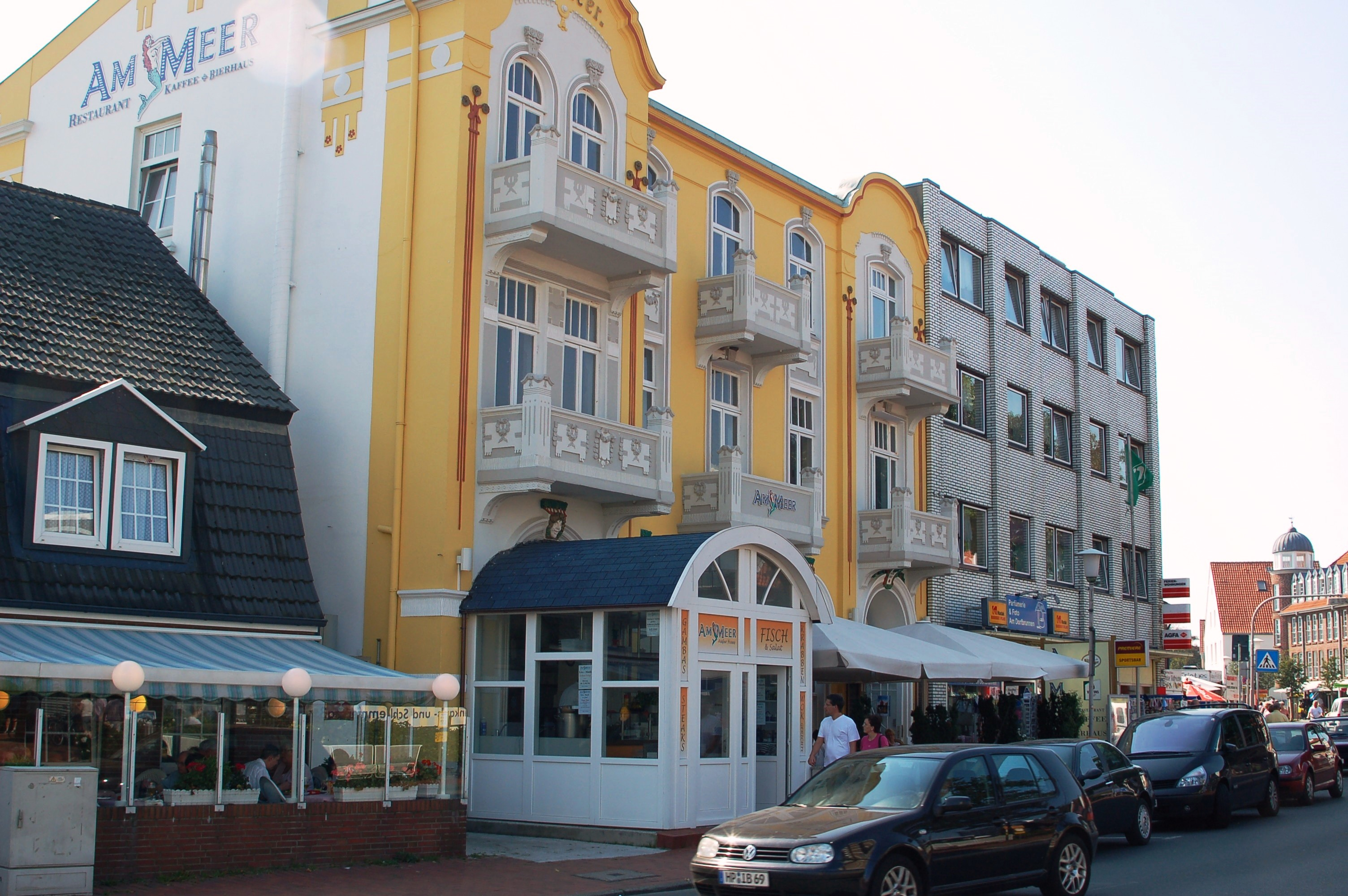
Hotel am Meer, 2006

Das  Hotel am Meer in Cuxhaven - Duhnen, 	Cuxhavener Straße 103, steht unter niedersächsischem Denkmalschutz und ist in der Liste der Baudenkmale der Außenbezirke der Stadt Cuxhaven enthalten.

## Geschichte
Das dreigeschossige historisierende Hotel am Meer von 1907 mit den beiden seitlichen Giebelrisaliten mit Giebelspitzen als Vasen und der markanten Jugendstilfassade wurde nach Plänen von Rudolph  Glocke errichtet; ein Beispiel für die Hotelbauten am Anfang des 20. Jahrhunderts. Das Haus ist seitdem im Familienbesitz.
Heute (2020) befindet sich in dem sanierten Gebäude das Aparthotel am Meer mit einem Restaurant.
Der Architekt Glocke entwarf in Cuxhaven u. a. auch das Wohnhaus Bahnhofstraße 14, die Villa Deichstraße 4 und die Villa Am Seedeich 5; alle Häuser sind denkmalgeschützt.